# Paul Delesalle
Paul Delesalle (Issy-les-Moulineaux, 29 de julio de 1870 - Palaiseau, 8 de abril de 1948) fue un anarquista y sindicalista francés destacado en el movimiento sindical. Comenzó a trabajar como maquinista, se hizo periodista y luego se convirtió en librero, editor y escritor.

## Primeros años
Maurice Paul Delesalle nació el 29 de julio de 1870 en Issy-les-Moulineaux, Sena. Provenía de una familia de clase trabajadora. Trabajó como metalúrgico fabricando instrumentos de precisión. Delesalle se involucró en la actividad anarquista en el distrito 18 de París, fue arrestado antes del Primero de Mayo de 1892 y estuvo detenido en la prisión de Mazas durante dieciocho días. En 1895 construyó la primera cámara de cine (appareil chronophotographique) siguiendo los planes de Auguste y Louis Lumière. Delesalle asistió al Segundo Congreso Socialista Internacional de los Trabajadores en Londres del 26 de julio al 1 de agosto de 1896 como delegado sindical pero no en su condición de anarquista. En la apertura de las sesiones, trató de hablar en el podio, pero fue arrojado al suelo y herido. Contribuyó al diario La Révolte y luego trabajó para Les Temps nouveaux, donde en 1897 se convirtió en el asistente de Jean Grave.

## Actividad sindical
Delesalle pensó que la actividad anarquista tenía que comenzar con el sindicalismo, y se desempeñó en la Confederación General del Trabajo (Francia) (CGT: Confédération Générale du Travail). Fue subsecretario de la Federación de Consejos Comerciales (Fédération des bourses du travail) y subsecretario de la sección Consejos Comerciales de la CGT desde 1897 hasta 1907. Se convirtió en uno de los anarcosindicalistas más influyentes en Francia durante este período. En el Congreso de Toulouse en 1897, su moción que abogaba por la aplicación de huelgas generales, boicots y sabotaje fue adoptada por unanimidad.
Por un período en 1906 y otra vez en 1907,ocupó la secretaría de los consejos comerciales reemplazando a Georges Yvetot, que se había sido encarcelado. Delesalle escribía habitualmente en La Voix du peuple, el diario de la CGT; editó la sección laboral de Les Temps nouveaux hasta 1906. Dejó Les Temps Nouveaux después de escribir un artículo antisemita. En 1906 fue miembro de Liberté d'opinion (Libertad de opinión), un comité para ayudar a los presos políticos. Otros activistas que formaron parte en el comité fueron René de Marmande, Charles Desplanques, Alphonse Merrheim, Émile Janvion y Auguste Garnery. En 1906 Delesalle estuvo involucrado en el desarrollo de la Carta de Amiens. En este manifiesto, la CGT proclamó que era independiente de todos los movimientos políticos. Delesalle tomó la posición de que la unión era una parte básica de la vida del trabajador, a diferencia de un partido político al que la gente podía unirse o irse en cualquier momento a medida que cambiaban sus opiniones. Los trabajadores no necesitaban capitalistas ni políticos, que no cumplían ninguna función útil. Debido a un cartel de la CGT después de los acontecimientos en Midi en 1907 fue acusado de insultar al ejército y provocar a los soldados a la desobediencia, pero finalmente fue absuelto.

## Librero
A principios de 1908 Delesalle se estableció como librero y editor en la rue Monsieur-le-Prince en el barrio latino. Delesalle Renunció a la CGT. Su tienda pronto se convirtió en un lugar de encuentro para militantes, periodistas y escritores. Se especializó en la investigación de documentos y obras políticas antiguas. Delesalle escribió varios folletos sobre la CGT, intercambios laborales, el Primero de Mayo y otros, y también publicó obras literarias. Fue llevado con entusiasmo por la Revolución Rusa en 1917, y se unió brevemente al Partido Comunista. En 1932, sufriendo de depresión, Delesalle vendió su librería y se retiró a una pequeña casa en Palaiseau, Seine-et-Oise. Allí se dedicó por el resto de su vida a los estudios de historia social y de la Comuna de París. A mediados de la década de 1930, Delesalle escribió cuatro artículos para La Vie ouvrière sobre la Primera Internacional durante la Comuna de París, sobre las Revoluciones de 1848, el Levantamiento de los Días de Junio y la primera manifestación de Guesdist en 1880 en el Cementerio de Père Lachaise. Los artículos celebraron el marxismo y el activismo político. Murió en Palaiseau el 8 de abril de 1948 a la edad de 77 años. Su esposa Leona (1875-1966) lo sobrevivió por casi veinte años.

## Obras
- Les deux méthodes du syndicalisme. Paris: La Publication sociale.
- (1899). Les conditions du travail chez les ouvriers en instruments de précision de Paris. Paris: Bourse du travail.
- (1900). La grève !. Paris: Temps nouveaux.
- (1901). L'action syndicale et les anarchistes. Paris: l'Education libertaire.
- (1907). La Confédération générale du travail. Historique, constitution, but, moyens.. Paris: La Publication sociale. p. 31.
- (1908). Congrès anarchiste tenu à Ámsterdam, août 1907. Paris: La Publication sociale.
- (1910). Les Bourses du Travail et la C.G.T., Bibliothèque du mouvement prolétarien. Rivière. p. 64.
- (1 September 1922). "Georges Sorel". L'Humanité.
- (1937). Paris sous la Commune: documents et souvenirs inédits. Au bureau d'éditions.
- , Émile Pouget. Histoire du syndicalisme révolutionnaire et de l'anarcho-syndicalisme.